# Маній Аквілій (консул 129 року до н. е.)
Маній Аквілій (? — після 126 року до н. е.) — політичний, державний та військовий діяч Римської республіки, консул 129 року до н. е.

## Життєпис
Походив з патриціанського роду Аквіліїв. Син Манія Аквілія. 
У 129 році до н. е. його обрано консулом разом з Гаєм Семпронієм Тудітаном. Аквілій був спрямований для придушення повстання Аристоніка, позашлюбного сина царя Евмен II Пергамського. Війна фактично була вже завершена ще попередником Манія Аквілія — Марком Перперною. Аквілій повністю розбив ворога, захопивши Аристоніка. Після цього передав частину Пергамського царства — Фригію — Мітридату V, царю Понту, за начебто надані послуги під час війни. Насправді Аквілій отримав хабаря. По поверненню був притягнутий до суду Публієм Корнелієм Лентулом. Втім Манія Аквілія було виправдано. Проте тріумф за перемогу над Аристоніком Аквілій відсвяткував лише у 126 році до н. е.
З того часу про подальшу долю Манія Аквілія згадок немає.

## Родина
- Маній Аквілій, консул 101 року до н. е.